# Catedral de São Salvador (Bruges)
A Catedral de São Salvador é uma catedral em Bruges, Flandres, na atual Bélgica.

## História

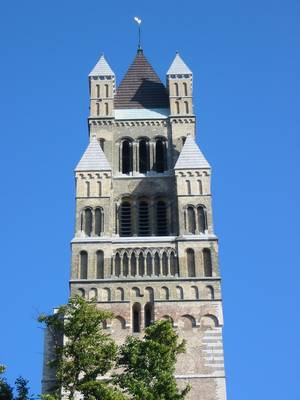
Torre da catedral

A catedral, o principal templo da cidade, é um dos poucos edifícios em Bruges que sobreviveram aos ataques ao longo do tempo sem danos. No entanto, ela sofreu algumas alterações e renovações. Esta igreja não foi construída originalmente para ser uma catedral; foi concedido o estatuto no século XIX. Desde o século X que São Salvador era uma igreja paroquial. Naquele tempo, a Catedral de São Donatian, que ficava localizada no coração de Bruges, era o principal edifício religioso da cidade. No final do século XVIII, a ocupação francesa em Bruges destituiu o bispo de Bruges e destruiu a Catedral de São Donatian, que era a sua residência.
Em 1834, pouco depois da independência da Bélgica, um novo bispo foi instalado em Bruges, e a igreja de São Salvador obteve o status de catedral. No entanto, a parte externa não se assemelhava a uma catedral. Era muito menor e menos imponente do que a vizinha Igreja de Nossa Senhora, sendo adaptada à sua nova função. A construção de uma maior e mais impressionante torre foi uma das opções viáveis.
O telhado da catedral entrou em colapso em um incêndio em 1839. Robert Chantrell, um arquiteto britânico e famoso por seu estilo neogótico, foi convidado para restaurar a catedral. Ao mesmo tempo, ele foi autorizado a fazer um projeto para uma torre maior, a fim de torná-la mais alta do que a da Igreja de Nossa Senhora. A parte sobrevivente mais velha, datada do século XII, formou a base da grande torre. Em vez de adicionar um estilo neogótico para a torre, Chantrell escolheu um design românico. Após a conclusão, houve uma série de críticas da Comissão Real para Monumentos (Koninklijke Commissie voor Monumenten), pois sem autorização, Chantrell tinha colocado um pequeno pico no topo da torre, porque o projeto original foi considerado muito simples. A torre oeste tem 99 metros de altura.

## Interior

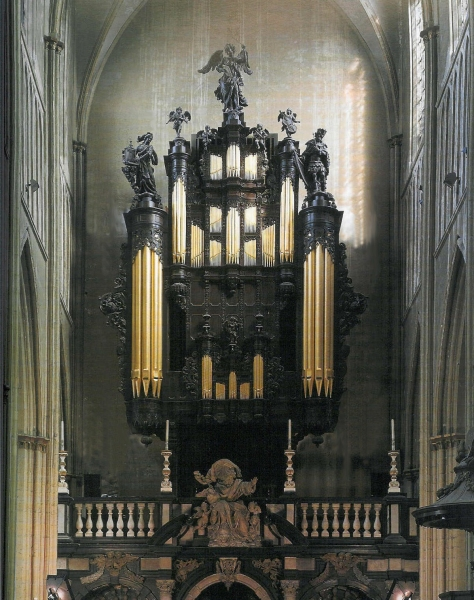
Órgão da Catedral de São Salvador

A Catedral de São Salvador tem 101 metros de comprimento interior e contém uma mobília notável. Ela abriga atualmente muitas obras de arte que foram originalmente armazenadas em sua antecessora destruída, São Donatian. Os tapetes que podem ser vistos ao entrar na igreja foram fabricados em Bruxelas por Jasper van der Borcht, em 1731. Estes foram encomendados pelo bispo Hendrik van Susteren para a Catedral de São Donatian. 
São Salvador também tem as pinturas originais que serviram de modelos para a parede, fazendo uma combinação única. O pódio do coro original do século XVI ainda pode ser admirado.

## Música
O órgão da catedral foi originalmente construído por Jacobus Van Eynde (1717-1719), sendo ampliado e reconstruído três vezes no século XX: em 1902 por L. B. Hooghuys, em 1935 por Klais Orgelbaue e em 1988, por Frans Loncke. O instrumento tem 60 tubos em três manualiters e pedais. O órgão é tocado pela Kathedraalconcerten, uma série de concertos fundada em 1952. O organista é Ignace Michiels. 